# Euclides da Cunha
Euclides Rodrigues da Cunha (Cantagalo, Río de Janeiro, 20 de enero de 1866 - Piedade, Río de Janeiro, 15 de agosto de 1909) fue un escritor, sociólogo, ingeniero militar, físico, naturalista, periodista, geólogo, geógrafo, botánico, zoólogo, hidrógrafo, historiador, profesor, filósofo y poeta brasileño. Su obra más importante fue Los sertones, en la que narra las expediciones militares brasileñas en contra de la villa de Canudos. Da Cunha estuvo fuertemente influido por el naturalismo humanístico y el darwinismo.

## Biografía
Nació en 1866 en Cantagalo (Estado de Río de Janeiro), en donde vivió hasta los tres años. Estudió en la Escola Militar da Praia Vermelha hasta 1888. En ese año, fue expulsado debido a su participación en una protesta durante la visita del Ministro de Guerra, Tomás José Coelho de Almeida. Sin embargo, al año siguiente fue readmitido en la institución. En 1891 ingresó a la Escola de Guerra.
En 1896 abandonó el ejército para dedicarse a estudiar ingeniería civil. En 1897 acompañó al ejército durante la Guerra de Canudos como corresponsal de guerra para el periódico O Estado de S. Paulo.
En 1903 da Cunha fue admitido como miembro de la Academia Brasileña de Letras. A partir de 1909, fue director y profesor de lógica en el Colégio Pedro II, en Río de Janeiro.
Casado y con cinco hijos, Da Cunha murió el 15 de agosto de 1909, cuando irrumpió en su casa e intentó matar a un teniente que era el amante de su esposa, quien le disparó en defensa propia.

## Obra

### Artículos
- «Em viagem: folhetim» (O Democrata, 4 de abril de 1884)
- «A flor do cárcere» (Revista da Família Acadêmica, 10 de noviembre de 1887)
- «A Pátria e a Dinastia» (A Província de São Paulo, 22 de diciembre de 1888)
- «Críticos» (Revista da Família Acadêmica, mayo de 1888)
- «Estâncias» (Revista da Família Acadêmica, octubre de 1888)
- «Fazendo versos» (Revista da Família Acadêmica, enero de 1888)
- «Heróis de ontem» (Revista da Família Acadêmica junio de 1888)
- «Stella» (Revista da Família Acadêmica, julio de 1888)
- «Atos e palavras» (A Província de São Paulo, 24 de enero de 1889)
- «Da corte» (A Província de São Paulo, mayo de 1889)
- «Homens de hoje» (A Província de São Paulo, 28 de junio de 1889)
- «Divagando» (Democracia, 26 de abril, 24 de mayo y 2 de junio de 1890)
- «O ex-imperador» (Democracia,  3 de marzo de 1890)
- «Sejamos francos» (Democracia, 18 de marzo de 1890)
- «Da penumbra» (O Estado de São Paulo, 15, 17 y 19 de marzo de 1892)
- «Dia a dia» (O Estado de São Paulo, marzo a julio de 1892)
- «Instituto Politécnico» (O Estado de São Paulo, 24 de mayo y 1 de junio de 1892)
- «A dinamite» (Gazeta de Notícias, 20 de febrero de 1894)
- «A nossa Vendeia» (O Estado de São Paulo, 14 de marzo y 17 de julio de 1897)
- «Anchieta» (O Estado de São Paulo, 9 de junio de 1897)
- «Distribuição dos vegetais no Estado de São Paulo» (O Estado de São Paulo, 4 de marzo de 1897)
- «Estudos de higiene: crítica ao livro do mesmo título do Doutor Torquato Tapajós» (O Estado de S. Paulo, 4, 9 y 14 de mayo de 1897)
- «O Argentaurum» (O Estado de S. Paulo, 2 de julio de 1897)
- «O batalhão de São Paulo» (O Estado de S. Paulo, 26 de octubre de 1897)
- «O "Brasil mental"» (O Estado de S. Paulo, 10 al 12 de julio de 1898)
- Extracto de un libro inédito (O Estado de S. Paulo, 19 de enero de 1898)
- «Fronteira sul do Amazonas» (O Estado de S. Paulo, 14 de noviembre de 1898)
- «A guerra no sertão» (fragmento, Revista Brasileira agosto y septiembre de 1899)
- «As secas do Norte» (O Estado de S. Paulo, 29 y 30 de octubre y 1 de noviembre de 1900)
- «O IV Centenário do Brasil» (O Rio Pardo, 6 de mayo de 1900)
- «O Brasil no século XIX» (O Estado de S. Paulo, 31 de enero de 1901)
- «Ao longo de uma estrada» (O Estado de São Paulo, 18 de enero de 1902)
- «Olhemos para os sertões» (O Estado de São Paulo, 18 y 19 de marzo de 1902)
- «Viajando…» (O Estado de São Paulo, 8 de septiembre de 1903)
- «À margem de um livro» (O Estado de São Paulo, 6 y 7 de noviembre de 1903)
- «Os batedores da Inconfidência» (O Estado de São Paulo, 21 de abril de 1903)
- «Posse no Instituto Histórico» (Revista do Instituto Histórico e Geográfico Brasileiro, 1903)
- «A arcádia da Alemanha» (O Estado de São Paulo, 6 de agosto de 1904)
- «Civilização» (O Estado de São Paulo, 10 de julio de 1904)
- «Conflito inevitável» (O Estado de São Paulo, 14 de mayo de 1904)
- «Contra os caucheiros» (O Estado de São Paulo, 22 de mayo de 1904)
- «Entre as ruínas» (O Paiz, 15 de agosto de 1904)
- «Entre o Madeira e o Javari» (O Estado de São Paulo, 29 de mayo de 1904)
- «Heróis e bandidos» (O Paiz, 11 de junio de 1904)
- «O marechal de ferro» (O Estado de São Paulo, 29 de junio de 1904)
- «Um velho problema» (O Estado de São Paulo, 1 de mayo de 1904)
- «Uma comédia histórica» (O Estado de São Paulo, 25 de junio de 1904)
- «Vida das estátuas» (O Paiz, 21 de julio de 1904)
- «Rio abandonado: o Purus» (Revista do Instituto Histórico e Geográfico Brasileiro, 1905)
- «Os trabalhos da Comissão Brasileira de Reconhecimento do Alto Purus» (entrevista, Jornal do Commercio, 29 de octubre de 1905)
- «Da Independência à República» (Revista do Instituto Histórico e Geográfico Brasileiro, 1906)
- «Entre os seringais» (Kosmos, enero de 1906)
- «Os nossos "autógrafos"» (Renascença, diciembre de 1906)
- «Peru 'versus' Bolívia» (ensayo, Jornal do Commercio, 1907)
- «Castro Alves e seu tempo» (Jornal do Commercio, 3 de diciembre de 1907)
- «O valor de um símbolo» (O Estado de São Paulo, 23 de diciembre de 1907)
- «Numa volta do passado» (Kosmos, octubre de 1908)
- «Parecer acerca dos trabalhos do Sr. Fernando A. Gorette» (Revista do Instituto Histórico e Geográfico Brasileiro, 1908)
- «A última visita» (Jornal do Commercio, 1 de octubre de 1908)
- «Amazônia» (Revista Americana, noviembre de 1909)
- «A verdade e o erro: prova escrita do concurso de lógica do Ginásio Nacional» (Jornal do Commercio, 2 de junio de 1909)
- «Um atlas do Brasil: último trabalho do Dr. Euclides da Cunha» (Jornal do Commercio, 29 de agosto de 1909)

### Libros
- Canudos: diário de uma expedição (publicado en O Estado de São Paulo entre el 18 de agosto y el 25 de octubre de 1897)
- Los sertones (1902)
- Contrastes e confrontos (1907)
- La cuestión de límites entre Bolívia y el Perú (traducción de Eliosoro Vilazón, 1908)
- Martín García (1908)
- À margem da história (1909, póstumo)
- Ondas (poesías, 1966, póstumo)
- Caderneta de campo (1975, póstumo)

## Apariciones en otros medios

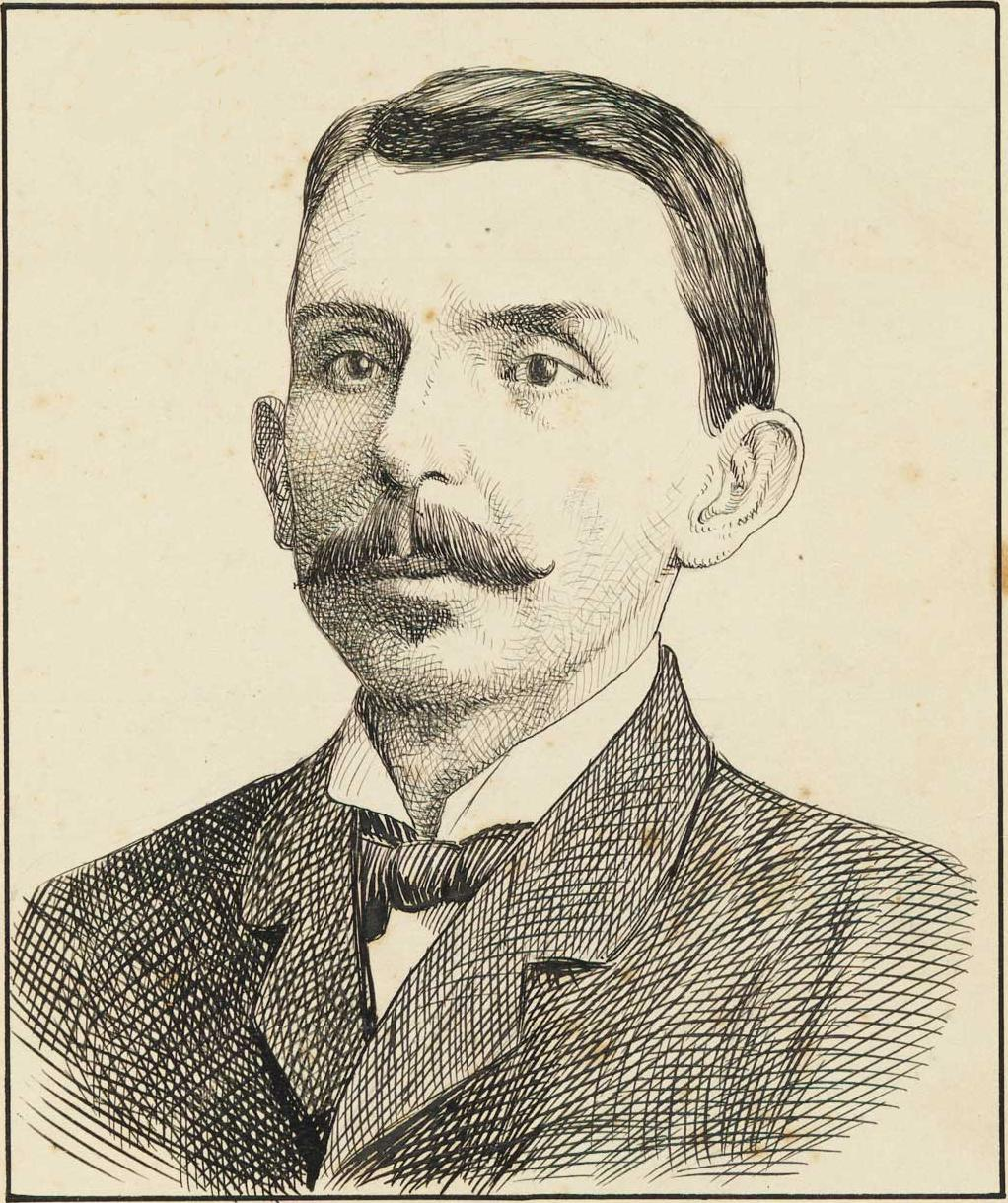
Euclides da Cunha.

Euclides da Cuhna ha sido representado en varios medios. En 1944 Humberto Mauro realizó un cortometraje documental sobre el autor. En 2005 se produjo una miniserie de diecisiete capítulos titulada Desejo, la cual retrata la muerte del autor y el proceso judicial posterior. De igual manera, en 2006 se estrenó el documental Epopéia Euclydeacreana, basado en su libro À Margem da História y en cartas sobre sus viajes por el río Purús en 1905.
Los sertones igualmente fue adaptado al cine o sirvió de inspiración para varias películas, incluyendo Os Sertões (1995), de Cristina Fonseca, Guerra de Canudos (1997), de Sérgio Rezende, A Matadeira (1994), de Jorge Furtado y Os Sertões (2002), de Tâmis Parron. En 1953 se produjo una ópera basada en la obra, bajo el título de Le Serton, con letra y música de Fernand Joutex, y en 2002 se realizó una obra teatral dirigida por José Celso Martínez Corrêa. La obra sirvió de inspiración para varias novelas y obras literarias, tales como A Brazilian Mystic: Being the Life and Miracles of Antonio Conselheiro, de Robert Bontine Cunninghame Graham, Le Mage du Sertão, de Lucien Marchal, Ítélet Canudosban, de Sándor Márai, y La guerra del fin del mundo, de Mario Vargas Llosa.